# Galium glaucophyllum
Galium glaucophyllum là một loài thực vật có hoa trong họ Thiến thảo. Loài này được Em.Schmid mô tả khoa học đầu tiên năm 1933.